# Anna Polak
Anna Polak (Amsterdam, 24 novembre 1906 – Sobibór, 23 luglio 1943) è stata una ginnasta olandese di origine ebraica, vittima dell'Olocausto.

## Biografia
Nel 1928, Anna Polak vinse la medaglia d'oro olimpica per i Paesi Bassi nella gara a squadre di ginnastica. L'allenatore Gerrit Kleerekoper e cinque delle 12 atlete della squadra di ginnastica olandese erano di origine ebraica: Estella Agsteribbe, Helena Nordheim, Anna Polak, Elka de Levie, e Judikje Simons.
Per le sue origini ebraiche, Polak fu deportata durante la seconda guerra mondiale. Fu dapprima nel Campo di concentramento di Westerbork per venire poi trasferita e uccisa con la figlia Eva di sei anni nel campo di sterminio di Sobibór. Il marito Barend Dresda morì pochi mesi dopo nel campo di concentramento di Auschwitz.
Nel 1997 Polak è stata inserita insieme alle altre ragazze ebree della squadra, e all'allenatore Gerrit Kleerekoper, nell'International Jewish Sports Hall of Fame.